# 志愿军 (俄罗斯)

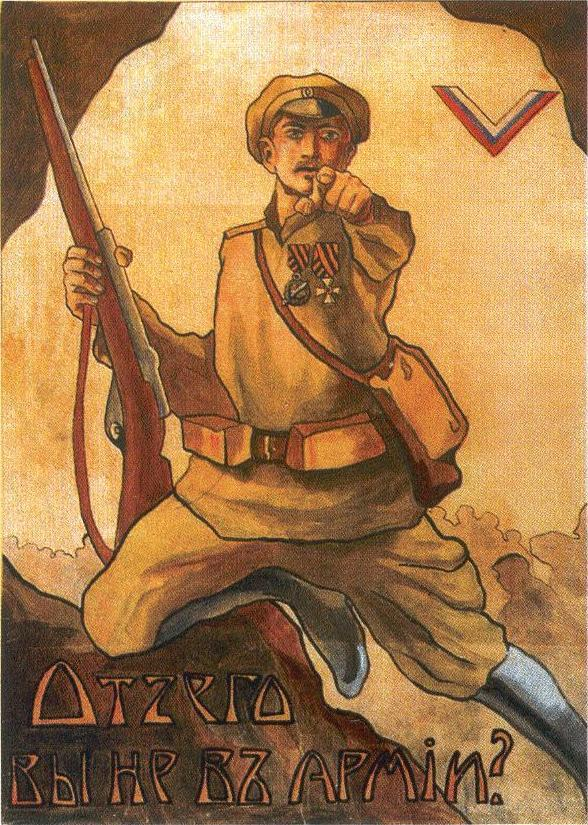
“你为什么不参军？”俄国内战期间的志愿军招募海报。

志愿军 （羅馬化：Dobrovolcheskaya armiya）是1917-1920年在俄国内战期间的一支俄国白军，主要在南俄罗斯（含今北高加索、中央黑土区、库班地区和乌克兰等地区）活动。志愿军在南俄控制区与布尔什维克作战，同时也参与乌克兰独立战争。在1919年志愿军加入“南俄武装力量”，成为白军中力量最强的一支部队，1920年3月又整体加入弗兰格尔军。

## 历史

### 正式成立
1917年12月27日（1918年1月9日）志愿军正式成立，米哈伊爾·阿列克謝耶夫为总司令，拉夫尔·科尔尼洛夫总司令，亚历山大·卢科姆斯基将军为参谋长，安东·邓尼金将军为第一师师长，谢尔盖·马尔科夫将军为第一军官团团长。他们还在总部成立了所谓的“特别委员会”，其中包括彼得·斯特鲁维、帕维尔·米留可夫、米哈伊尔·罗将柯、谢尔盖·萨佐诺夫和鲍里斯·萨文科夫等著名文职政治家。

### 1918年

#### 第一次库班战役
2月底，红军的进攻迫使志愿军从顿河畔罗斯托夫撤退到库班，以便与库班哥萨克部队汇合，这次撤退被称为冰上行军。然而，大多数库班哥萨克人并不支持志愿军，只有一支由维克多·波克罗夫斯基将军率领的小部队（3,000人）于1918年3月26日加入志愿军，人数增加到6,000人。志愿军在4月9日至13日期间试图占领叶卡捷琳诺达尔，但以失败告终，科尔尼洛夫在战斗中被炮弹击中身亡。邓尼金接管了志愿军残余部队的指挥权，并前往顿河地区以外的偏远地区。

#### 第二次库班战役
1918 年 6 月，米哈伊尔·德罗兹多夫斯基上校指挥的3,000名士兵加入了志愿军，志愿军人数增至8,000至9,000人。6月23日，在彼得·克拉斯诺夫将军的支持下，志愿军发动了第二次库班战役。到1918年9月，由于库班哥萨克的动员以及布尔什维克认为在北高加索地区聚集的“反革命分子”的动员，志愿军人数已增至30,000至35,000人，他们自称为高加索志愿军。
1918年秋，英、法、美三国加大对志愿军的物资和技术援助，南俄白军在协约国的支持下，联合组成以邓尼金为首的南俄罗斯武装部队。1918年末至1919年初，邓尼金击溃苏联第11集团军，夺取北高加索地区

## 外部連結
- Anti-Bolshevik Russia in pictures
- Volunteer Corpus （页面存档备份，存于）